# An-Nur-moskee (Dili)
De An-Nur-moskee is een moskee in Dili de hoofdstad van Oost-Timor.

## Geschiedenis
De moskee werd oorspronkelijk gebouwd in 1955 op initiatief van Hasan Bin Abdulah Balatif, het hoofd van het dorp Alor. Op 20 maart 1981 werd de moskee gerenoveerd.

## Architectuur
De moskee bestaat uit twee verdiepingen, waarbij de begane grond de belangrijkste gebedsruimte is en de bovenste verdieping een school is.